# 管唇兰
管唇兰（学名：Tuberolabium kotoense）为兰科管唇兰属下的一个种。

## 扩展阅读
- 维基共享资源上的相關多媒體資源：管唇兰
- 維基物種上的相關：管唇兰